# Zentrum für Religion und Gesellschaft
Das Zentrum für Religion und Gesellschaft (ZERG) wurde am 12. Juli 2005 an der Universität Bonn gegründet. Es handelt sich um eine fakultätsübergreifende Einrichtung, die sich zum Ziel gesetzt hat, die an der Universität in diesem Bereich vorhandenen Kompetenzen zu bündeln und auf die Fragestellung „Religion und Gesellschaft“ hin zu fokussieren.
Das ZERG vereint so die Forschungsgebiete von derzeit 30 Lehrenden der Evangelisch-Theologischen, der Katholisch-Theologischen, der Philosophischen, der Rechts- und Staatswissenschaftlichen und der Medizinischen Fakultät. Auch das Alt-Katholische Seminar und das Franz Joseph Dölger-Institut zur Erforschung der Spätantike sind am ZERG beteiligt. Dadurch werden folgende Disziplinen miteinander verbunden: Ägyptologie, Altkatholische Theologie, Christliche Archäologie, Deutsche und Rheinische Rechtsgeschichte, Erziehungswissenschaften, Evangelische Theologie, Germanistik, Indologie, Katholische Theologie, Medizingeschichte, Islamwissenschaften, Politische Wissenschaft, Religionswissenschaft, Skandinavistik, Soziologie und Vor- und Frühgeschichtliche Archäologie.

## Aufgaben und Ziele
Aufgabe und Ziel des ZERG ist es, die vielfältigen Wechselwirkungen zwischen den Religionen untereinander und zwischen den Religionen und ihren jeweiligen (inner- und außereuropäischen) Bezugsgesellschaften zu erforschen, fortgeschrittene Studierende in diesem Bereich auszubilden und der Öffentlichkeit, insbesondere den Medien und der Politik, beratend zur Verfügung zu stehen.

## Hintergrund
Religion bildet einen Teil einer Gesellschaft, insofern Mitglieder der Gesellschaft religiös sind. Religion steht zur Gesellschaft in einem Spannungsverhältnis, denn sie beeinflusst sie und wird von ihr beeinflusst. Die Religionen selbst wiederum sind keine homogenen Größen, sondern in sich vielfältig differenziert: Im Judentum gibt es z. B. ein konservatives und ein liberales Judentum. Im Christentum kennen wir verschiedene Konfessionen wie katholisch, evangelisch und orthodox. Im Islam sind beispielsweise Sunniten von Schiiten zu unterscheiden.
Vor allem aufgrund von Migration und Konversion fassen seit etwa zweieinhalb Jahrzehnten auch Buddhismus und Hinduismus sowie kleinere asiatische Religionsgemeinschaften Fuß in den europäischen Gesellschaften. Daneben haben sich eine Reihe von Mischformen etabliert, die sich teilweise aus den traditionellen Hochreligionen herleiten, teilweise anderen – zum Beispiel fernöstlichen – Ursprungs sind. Ebenso sind die Bezugsgesellschaften der Religionen in sich vielfältig differenziert, so etwa zwischen religiösen und nicht-religiösen Menschen.

## Forschungsansatz
Bei seiner Arbeit macht sich das Zentrum Erkenntnisse der konfessionellen bzw. der religiösen Interaktionsforschung zunutze. Diese geht davon aus, dass sich ein Spezifikum konfessioneller bzw. religiöser Interaktion analytisch isolieren lässt, das dem Aufeinandertreffen von Konfessionen bzw. Religionen, aber auch dem Aufeinandertreffen von Religion und Nicht-Religion (Atheismus, Agnostizismus, religiöse Indifferenz) zugrunde liegt und dieses steuert. Hieran knüpft das ZERG an.
Eine solche analytische Beschreibung führt zum besseren Verstehen der gesellschaftlichen, politischen und kulturellen Auswirkungen des Aufeinandertreffens von Konfessionen und Religionen und von Religion und Nicht-Religion. Die Ergebnisse ermöglichen eine Beratung bei Entscheidungsprozessen gesellschaftlicher, politischer und kultureller Steuerung etwa in den Bereichen der Kultur-, Sozial- und Schulpolitik.
Aufgrund der Komplexität des Phänomenfeldes ist es sinnvoll, die Arbeit des Zentrums in zwei große Aufgabenbereiche zu differenzieren:
Themenbereich A: Konfessionelle Interaktion
Gegenstand sind hier die Binnendifferenzierung des Christentums als der europäischen Mehrheitsreligion und des Verhältnisses des Christentums zu den europäischen Gesellschaften (unter Berücksichtigung der Auswirkungen auf den außereuropäischen Raum).
Themenbereich B: Religiöse Interaktion
Gegenstand sind hier die anderen in Europa anzutreffenden monotheistischen Religionen Judentum und Islam und deren Interaktion untereinander sowie mit dem Christentum und ihren jeweiligen Bezugsgesellschaften, aber auch mit außereuropäischen Religionen.
Angesichts der gegenwärtigen weltpolitischen Lage soll in beiden Themenbereichen ein besonderes Augenmerk auf die Frage von Radikalisierung und Domestizierung von Religionen und deren Auswirkungen auf die Bezugsgesellschaften gerichtet werden. Auch sollen die rechtlichen Aspekte der Problemstellung (rechtlicher Rahmen für das Verhältnis der Religionsgemeinschaften zum Staat) eine verstärkte Beachtung finden.

## Master-StudiengangEcumenical Studies
Der einjährige Master-Studiengang Ecumenical Studies (MESt) vermittelt den Studierenden Kenntnis und Vertrautheit mit den eigenen sowie den jeweils anderen Traditionen des Christentums. Aufgrund der Tatsache, dass sich der internationale theologische Diskurs in erheblichem Maße auf deutschsprachige Theologie bezieht, sollen vor allem auch ausländische Studierende in der besonderen Tradition deutschsprachiger Theologie kundig gemacht werden.
Die Lehrveranstaltungen werden in englischer Sprache gehalten. Dadurch soll den ausländischen Studierenden das Studium erleichtert werden. Für die internationalen Studierenden des MESt werden optionale, studienbegleitende Deutschkurse eingerichtet.
Das Programm wird von der Evangelisch-Theologischen Fakultät in Kooperation mit dem Zentrum für Religion und Gesellschaft (ZERG) der Universität Bonn angeboten. Erstmals in Deutschland unterrichten evangelische, katholische, alt-katholische und griechisch-orthodoxe Lehrende gemeinsam im Rahmen eines Master-Studiengangs. Auch Gelehrte der Philosophischen und der Rechts- und Staatswissenschaftlichen Fakultät tragen zum Lehrangebot des MESt bei.
Der Master-Studiengang Ecumenical Studies begann im Wintersemester 2007/2008. Erfolgreichen Absolventen wird der Grad Master of Arts (M.A.) verliehen.